# E̛
Cette page contient des caractères spéciaux ou non latins. S’ils s’affichent mal (▯, ?, etc.), consultez la page d’aide Unicode.
E̛ (minuscule: e̛), appelé e à crochet ou e cornu, est une lettre additionnelle de l’alphabet latin utilisée dans quelques orthographes en français durant la Renaissance.
Il s’agit de la lettre E diacritée d'un cornu.

## Utilisation

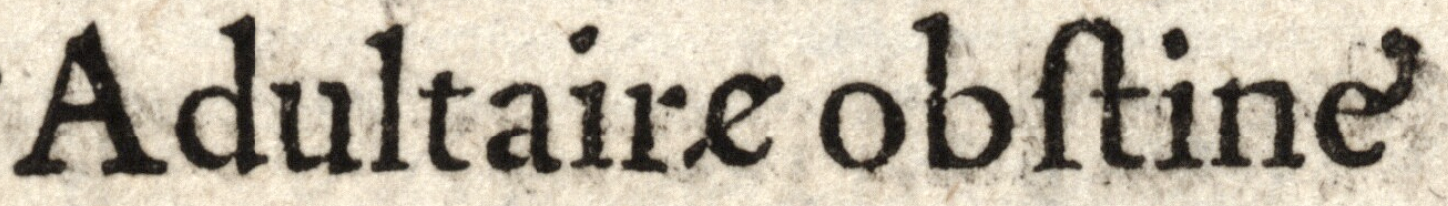
« Adultairɇ obſtine̛ », avec le e cornu, dans Scève 1544.

Le e à crochet est utilisé au XVIe siècle en français par certains auteurs, dont Maurice Scève dans Délie, obiect de plus haulte vertu publié en 1544, Thomas Sébillet dans Art poetique franc̜ois publié en 1548.
Il est aussi utilisé par Pierre de la Ramée dans sa Grammaire publiée en 1572 et 1587.

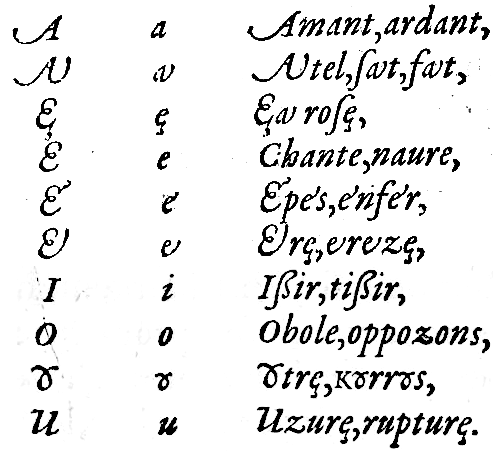
Voyelles (a, ꜷ ou ꜹ, ȩ, e, e̛, ligature eu ou ev, i, o, ɤ, u) de l’alphabet français de La Ramée.

William Bullokar utilise un e a crochet dans son orthographe de l’anglais.

## Représentations informatiques
Le e à crochet peut être représenté avec les caractères Unicode suivants :
- décomposé (latin étendu B, Alphabet phonétique international, diacritiques)

| formes    | représentations | chaînes de caractères | points de code | descriptions                                |
| --------- | --------------- | --------------------- | -------------- | ------------------------------------------- |
| capitale  | E̛               | E◌̛                    | U+0045 U+031B  | lettre majuscule latine e diacritique cornu |
| minuscule | e̛               | e◌̛                    | U+0065 U+031B  | lettre minuscule latine e diacritique cornu |